# Eucatàstrofe
Eucatàstrofe és un terme creat per l'autor J. R. R. Tolkien a oposició d'una tragèdia; és una conclusió inesperada que de forma positiva altera el curs de la trama. Etimològicament, la paraula fou formada pel prefixe grec "eu-" que significa "bo", afegida a la paraula "catàstrofe" que s'utilitzava per denominar el final d'una obra dramàtica. Aquest terme és fonamental en el món creat per l'autor, la seva mitopoeia, basada en l'eterna lluita entre el bé i el mal, la foscor i la llum tal com va declarar en el seu assaig On Fairy-Stories (1939).

L'autor presenta tradicionalment històries on la lluita entre la dicotomia foscor-llum és el tema principal. Davant les dificultats i els mal temps, el protagonista aconsegueix desfer-se de la maledicció que el persegueix demostrant així que la força del bé sempre guanya al mal encara que hi hagi períodes de sofriment, destrucció, mort i tirania. Tota història apocalíptica acaba, la majoria de vegades, d'una forma positiva. Això vol dir que sempre guanya la llum per molt fosca que sigui la situació. Per tant, es pot veure la clara influència del Cristianisme i el seus Evangeli, l'Encarnació i Resurrecció de Jesús i, San Agustí. Tolkien construeix el seu món amb aquestes influències i amb l'eucatàstrofe vol demostrar que, la llavor del mal no es pot destruir, però l'humà si pot lluitar en contra seva i, a vegades, de forma miraculosa, es pot guanyar. 

- "I coined the word 'eucatastrophe': the sudden happy turn in a story which pierces you with a joy that brings tears (which I argued it is the highest function of fairy-stories to produce). - J. R. R. Tolkien
- “The Resurrection was the greatest ‘eucatastrophe’ possible in the greatest Fairy Story — and produces that essential emotion: Christian joy which produces tears because it is qualitatively so like sorrow, because it comes from those places where Joy and Sorrow are at one, reconciled, as selfishness and altruism are lost in Love.” - J. R. R. Tolkien, The Letters of J. R. R Tolkien

## Exemples en l'obra de Tolkien
L'eucatàstrofe es troba com a clímax en totes les seves obres i amb els seus personatges principals.
- En el cas de El Senyor dels Anells, hi ha una història apocalíptica que amenaça la Terra Mitjana i la raça humana, entre altres espècies. Tot i que sembla que Sàuron, l'encarnació del mal, va guanyant la lluita fins a últim momen, Frodo, quan arriba al cim on ha de destruir l'Anell Únic, aquest l'acaba corrompent. Només per imprevistos és com aquest acaba sent destruït: la seva baralla amb Gòl·lum.
- En el cas de El hòbbit, la Terra Mitjana es veu amenaçada per un possible retorn de Sauron sota la forma del Nigromàntic. Durant la batalla final, la batalla dels Cinc Exèrcits, l'esperança es mínima però apareix amb l'arribada inesperada de les àligues que van a ajudar.
- En el cas de El Silmaríl·lion, és una obra extensa plena de mites que expliquen l'origen de la Terra Mitjana i, a la vegada, del mal. La sensació de pèrdua, foscor i desesperació creix amb cada capítol anunciant un apocalipsis imminent. La sensació que té el lector és que no hi ha esperança i que la victòria de la foscor és inevitable. En aquest cas, apareix el mite de Lucifer representat per Melkor que comença a destruir i a corrompre als Nóldor. Finalment, amb la Batalla de l'Ira, cau Melkor i les seves criatures debut a l'ajuda dels Vàlar. Per tant, la llum de l'inici del món és restaurada.

## Eucatàstrofe vs.Deus ex machina
Abans de la creació de l'eucatàstrofe estava el termini deus ex machina. Aquest últim prevé del llatí "déu de la maquina" i la seva funció és resoldre el conflicte de l'historia a través d'un element o personatge que no apareix en cap moment en el transcurs de l'obra, de forma miraculosa i sense sentit i coherència amb el transcurs de l'historia. En canvi, l'eucatàstrofe prové de l'estructura dels fets esmentats, el problema es resol degut a un personatge, criatura o possible esdeveniment que el lector reconeix, ja que és mencionat i participa assíduament durant el transcurs de l'obra; per tant, les fets es són resolts de forma lògica. Com a conclusió, es pot entendre que l'eucatàstrofe no necessita en cap moment el deus ex machina, funciona per sí sola ja que la segona es considerada mediocre i una resolució massa fàcil.

## Tolkien i l'arquetip de l'ombra
Per poder entendre l'eucatàstrofe, és important entendre que la gran part de l'obra de Tolkien és un representació de les seves creences filosòfiques i religioses. Amb el naixement del mal amb un mite cosmogònic, l'autor construeix el seu propi univers i prepara les següents etapes de la seva mitologia. Les seves obres mostren la llavor del mal implementada a la societat i com la corromp. Aquest mal és part de la humanitat, la seva cara més profunda i fosca que pot ser analitzada a través de l'anàlisi dels Arquetip (psicologia analítica) de Carl Gustav Jung. Amb la representació d'aquest i la frondosa idea d'esperança de Tolkien, llavors neix l'eucatàstrofe.
La foscor hi serà sempre dibuixada d'ambició i poder, l'humà està destinat a la destrucció i a l'auto-destrucció: egoisme, avarícia, ambició negativa, poder... aquests són els vertaders mals de la societat. Tot i així, sempre els humans sempre poden millorar i probar el camí que porta cap a la llum a través d'un miracle.